# 20 Years of Jethro Tull: Highlights
| Críticas profissionais | Críticas profissionais |
| Avaliações da crítica  | Avaliações da crítica  |
| Fonte                  | Avaliação              |
| ---------------------- | ---------------------- |
| Allmusic               | 4.5 de 5 estrelas.     |
| Rolling Stone          | 3 de 5 estrelas.       |

20 Years of Jethro Tull é um box set da banda de rock britânica Jethro Tull lançado em 27 de junho de 1988 pela Chrysalis Records. Trata-se de uma coletânea dos primeiros 20 anos de carreira do conjunto no formato de cinco LPs: Radio Archives, Rare Tracks, Flawed Gems, Other Sides of Tull e The Essential Tull. Foi lançada simultaneamente em CD triplo sob o título de 20 Years of Jethro Tull: The Definitive Collection.

## Faixas
As faixas listadas abaixo são do CD triplo Definitive Edition:

### CD 1
1. "Song for Jeffrey" – 2:47 (BBC Sessions)
2. "Love Story" – 2:43 (BBC Sessions)
3. "Fat Man" – 2:55 (BBC Sessions)
4. "Bourée" – 4:04 (BBC Sessions)
5. "Stormy Monday Blues" – 4:05 (BBC Sessions)
6. "A New Day Yesterday" – 4:19 (BBC Sessions)
7. "Cold Wind To Valhalla" – 1:32
8. "Minstrel In The Gallery" – 2:08
9. "Velvet Green" – 5:52
10. "Grace" – 0:33
11. "Jack Frost and The Hooded Crow" – 3:20
12. "I'm Your Gun" – 3:18
13. "Down At The End Of Your Road" – 3:30
14. "Coronach" – 3:52
15. "Summerday Sands" – 3:45
16. "Too Many Too" – 3:27
17. "March The Mad Scientist" – 1:47
18. "Pan Dance" – 3:24
19. "Strip Cartoon" – 3:16
20. "King Henry's Madrigal" – 2:58
21. "A Stitch In Time" – 3:38
22. "17" – 3:07
23. "One for John Gee" – 2:04
24. "Aeroplane" – 2:16
25. "Sunshine Day" – 2:26

### CD 2
1. "Lick Your Fingers Clean" – 2:47
2. "The Chateau D'Isaster Tapes" – 11:09
3. "Beltane" – 5:17
4. "Crossword" – 3:34
5. "Saturation" – 4:23
6. "Jack-A-Lynn" – 4:41
7. "Motoreyes" – 3:39
8. "Blues Instrumental (Untitled)" – 5:15
9. "Rhythm In Gold" – 3:04
10. "Part Of The Machine" – 6:45
11. "Mayhem, Maybe" – 3:04
12. "Overhang" – 4:27
13. "Kelpie" – 3:32
14. "Living In These Hard Times" – 3:09
15. "Under Wraps 2" – 2:14
16. "Only Solitaire" – 1:28
17. "Salamander" – 2:49
18. "Moths" – 3:24
19. "Nursie" – 1:32

### CD 3
1. "Witch's Promise" – 3:50
2. "Bungle In The Jungle" – 3:33
3. "Farm on the Freeway" – 6:33
4. "Thick as a Brick" – 6:32
5. "Sweet Dream" – 4:32
6. "The Clasp" – 3:30
7. "Pibroch (Pee Break) / Black Satin Dancer" – 4:00
8. "Fallen on Hard Times" – 3:59
9. "Cheap Day Return" – 1:22
10. "Wond'ring Aloud" – 1:58
11. "Dun Ringill" – 3:00
12. "Life's a Long Song" – 3:17
13. "One White Duck / 010 = Nothing at All" – 4:37
14. "Songs from the Wood" – 4:29
15. "Living in the Past" – 4:07
16. "Teacher" – 4:43
17. "Aqualung" – 7:43
18. "Locomotive Breath" – 6:00